# Северо-Донецкая железная дорога
Северо-Донецкая железная дорога (СДЖД) — историческая железная дорога в Российской империи и СССР. Основная линия: Льгов—Харьков—Родаково—Лихая, с ветками на Краматорскую, Никитовку, Бежановку и другие.

## История
Главный инженер строительства — В. А. Розанов (?—?), опытный строитель, также он строил участок Житомир—Новоград-Волынский железнодорожной линии Гришино—Ровно (1914—1918). Один из директоров дороги — Леонид Шухтан, построивший ту часть дороги, на которой находится станция Красный Лиман, в 1916 г. именовавшаяся в честь него Шухтаново.

### Строительство и эксплуатация
В 1908 году был утверждён устав общества и началось строительство Северо-Донецкой железной дороги (Харьков—Изюм—Донбасс и Харьков—Льгов). В 1911 г. Введена в эксплуатацию линия Льгов—Харьков Северо-Донецкой железной дороги, проходящая через Суджу. Льгов становится узловой станцией. 7 (20) августа 1913 г. открыто движение по всей Северо-Донецкой ЖД (Льгов—Харьков—Лихая), управление в Харькове.
В 1918—1919 г.г. именовалась Северо-Донской ЖД (укр. «Північно-Донська залізниця»).

### Советское время
С 1921 по 1931 год имела название Донецкие железные дороги (укр. «Донецькі залізниці»).
1 июня 1925 дорога упразднена, слобожанская часть дороги вошла в ЮЖД, другая часть объединена с частью Екатерининской в Донецкую. В конце 1920-х годов в состав Южных железных дорог была введена «углевозная» линия: Красный Лиман (Лиман-1) — Основа (Харьков) — Льгов, выведенная из состава Северо-Донецкой железной дороги и участок: Харьков — Купянск, выведенный из состава Юго-Восточных железных дорог. В такой конфигурации линии Южных железных дорог имели наибольшую в своей истории протяжённость.
В 1931 году на уровне НКПС было принято решение о разукрупнении ряда железных дорог сети СССР с целью создания условий для повышения эффективности управления перевозочным процессом и повышения провозной способности железнодорожного транспорта на важнейших направлениях. В результате общая протяжённость Южных железных дорог значительно сократилась вследствие отторжения линии Лозовая — Севастополь, участков Безлюдовка — Красный Лиман (Лиман-1) и Готня — Льгов. В такой конфигурации система линий была официально утверждена в 1934 году под названием «Южная железная дорога».
21 мая 1937 года согласно приказу НКПС № 106/Ц Северо-Донецкая ЖД воссоздана вследствие реорганизации ДЖД — управление в Артёмовске. 15 мая 1953 года снова упразднена, большая часть присоединена к Южно-Донецкой ЖД под общим названием Донецкая ЖД.

### Новейшая история
С 2015 года участки: Пост 4 км-Славянск-Константиновка, Букино-Святогорск-Лиман-Славянск, Константиновка-Скотоватая(Верхнеторецкое), Лиман-Майорская, Сватово-Попасная, Северск-Нырково-Попасная, Кондрашевская-Новая-Лантратовка входят в состав Донецкая железная дорога Филиал Укрзализныци с центром управления в городе Лиман.

## Руководители дороги
- Фёдор Енакиев (директор акционерного общества Сев. Дон.ж.д.)
- Андрей Близниченко (комиссар) — 1917—1922
- Вячеслав Егоров (начальник) — 1937—1939
- Пётр Кривонос (начальник) — 1939—1946
- Константин Даниленко (начальник) — 1946—1947
- Пётр Шахрай (начальник) — 1947—1948
- Яков Кривенко (начальник) — 1948—1953, он же стал начальником объединённой Донецкой дороги